# Listen to the Music
Singles de The Doobie Brothers
Nobody
(1971) Jesus Is Just Alright (en)
(1972)
Listen to the Music est une chanson du groupe américain The Doobie Brothers, parue sur leur deuxième album Toulouse Street. Elle est sortie en tant que premier single de l'album le 19 juillet 1972 sous le label Warner Bros. Records. Écrite par Tom Johnston, il s'agit du premier grand succès du groupe.

## Enregistrement et thème
L'auteur de la chanson Tom Johnston a décrit la motivation de Listen to the Music comme un appel à la paix dans le monde :

« La structure des accords m'a fait penser à quelque chose de positif, donc les paroles qui en sont ressorties étaient basées sur cette idée utopique que si les dirigeants du monde se réunissaient quelque part sur une colline herbeuse et fumaient suffisamment de dope ou s'asseyaient juste en écoutant de la musique et oubliant toutes ces autres conneries, le monde serait un bien meilleur endroit. C'était très utopique et très irréaliste (rires). Cela semblait être une bonne idée à l'époque. »

L'enregistrement studio utilisait à la fois un banjo et un effet de flanger proéminent, audible du pont jusqu'au fondu. Lorsqu'elle est sortie en single par Warner Bros. Records, la chanson a culminé à la 11e place du Billboard Hot 100 américain en novembre 1972.
Le succès commercial de Listen to the Music a permis à l'album Toulouse Street de se hisser dans les hit-parades. La chanson reste un incontournable des radios de format adult contemporary et classic rock. Le groupe l'utilise également comme chanson de rappel lors de spectacles en direct. Patrick Simmons, le deuxième guitariste et chanteur du groupe, chante le pont de la chanson.

## Crédits
The Doobie Brothers
- Tom Johnston – guitares, chant principal, chœurs
- Patrick Simmons – guitares, banjo, chœurs, chant principal (pont)
- Tiran Porter – basse, chœurs
- John Hartman – batterie, tambourin
- Michael Hossak – batterie, tambours métalliques

Musicien additionnel
- Ted Templeman – percussion

## Classements et certifications
| Classement (1972–75)                    | Meilleure position |
| --------------------------------------- | ------------------ |
| Australie (Kent Music Report)           | 50                 |
| Belgique (Flandre Ultratop 50 Singles)  | 27                 |
| Belgique (Wallonie Ultratop 50 Singles) | 49                 |
| Canada (RPM 100 Singles)                | 3                  |
| États-Unis (Hot 100)                    | 11                 |
| États-Unis (Cash Box Top 100)           | 9                  |
| Irlande (IRMA)                          | 23                 |
| Pays-Bas (Nederlandse Top 40)           | 8                  |
| Pays-Bas (Single Top 100)               | 7                  |
| Royaume-Uni (UK Singles Chart)          | 29                 |

| Classement (1972)         | Position |
| ------------------------- | -------- |
| États-Unis (Pop Annual)   | 102      |
| Pays-Bas (Single Top 100) | 51       |

| Classement (1975)             | Position |
| ----------------------------- | -------- |
| Pays-Bas (Nederlandse Top 40) | 94       |

### Certifications
| Pays                                     | Certification | Ventes certifiées |
| ---------------------------------------- | ------------- | ----------------- |
| Royaume-Uni (BPI)                        | Argent        | 200 000‡          |
| ‡ventes/streaming selon la certification |               |                   |

## Reprises
Plusieurs reprises de la chanson ont été enregistrées, notamment par Sonny & Cher sur leur album Mama Was a Rock and Roll Singer, Papa Used to Write All Her Songs de 1973 et par The Isley Brothers sur leur album 3+3 de 1973. Une reprise de Listen to the Music est également enregistrée en 1977 par Candi Staton sur son album Music Speaks Louder Than Words et sortie en single, atteignant la 90e place du classement Hot Soul Singles.